# Mer(it)neith
Mer(it)neith, o anche Merneit, (in egizio Mr t nit; fl. XXX secolo a.C.) è stata una sovrana egizia appartenente alla  I dinastia.
|          |     |
| \| \| \| |     |
|          |     |
| U6 · t   | R24 |

| U6 · t | R24 |

|          |     |
| \| \| \| |     |
|          |     |
| U6 · t   | R24 |

| U6 · t | R24 |

|          |     |
| \| \| \| |     |
|          |     |
| U6 · t   | R24 |

| U6 · t | R24 |

|          |     |
| \| \| \| |     |
|          |     |
| U6 · t   | R24 |

| U6 · t | R24 |

## Biografia
L'immagine a fianco, proveniente da un sigillo a rullo rinvenuto nella tomba di Den, presenta i glifi del nome Mer(it)neith preceduti da quello della dea avvoltoio Nekhbet. La rappresentazione di Nekhbet fa parte del titolo Nebty (Le due Signore), secondo dei cinque nomi che costituivano la titolatura completa di un sovrano egizio. Nekhbet aveva il ruolo di protettrice del sovrano dell'Alto Egitto
Nella tradizione egizia questo nome è presente sia nella forma maschile:
mr nit - Merneith amato da Neith
che nella forma femminile:
mr t nit - Mer(it)neith - amata da Neith
In genere, però, i nomi teofori composti con Neith appartenevano a donne. Ciò insieme alla circostanza che il nome non è mai preceduto dal nome Horo, fa ritenere che si tratti appunto di una donna.
L'ipotesi più probabile è che si sia trattato della madre di Den, quinto sovrano della I dinastia, e che abbia avuto il rango di reggente. In base a tale congettura dovrebbe trattarsi di una moglie di Djet
La sua tomba ad Abido non ha nulla di diverso dalle altre tombe della I dinastia.